# Альфа-ефект
Альфа-ефект, α-ефект (рос. α-эффект[эффект Хайна] , англ. α-effect [Hine effect]) — підвищення нуклеофільності карбаніона або гетероатома під впливом безпосередньо зв'язаного з таким центром атома, який має неподілену пару електронів (O, N, F, Cl), напр., у NH2NH2, NH2 OH. Цей ефект проявляється в додатньому відхиленні величин logknuc для нуклеофілів, які мають неподілену пару електронів на атомі сусідньому з нуклеофільним центром, від залежності типу Бренстедта:
logknuc = F(pKa),
побудованої для серії звичайних нуклеофілів.
Більш загально, це вплив атома, що має неподілену пару електронів на реактивність сусіднього з ним реакційного центра.
Використання терміна набуло поширення на ефекти будь-якого замісника при сусідньому до реакційного центра атомі, наприклад, «α-силікон ефект». Синонім — ефект Хайна.